# 志垣太郎
志垣 太郎（しがき たろう、1951年9月22日 - 2022年3月5日）は、日本の俳優、声優、タレント、司会者、デザイナー。本名は河村 稔（かわむら みのる）。
山崎洋子事務所→フリーランスを経てオスカープロモーションに所属していた。
東京都大田区出身。日本大学藝術学部卒業。身長：170cm、体重：59kg。身長165cm（1972年3月）、体重：55kg。妻は元女優の白坂紀子。長男は元俳優、元タレントの匠。

## 来歴・人物
大川橋蔵に憧れ、幼少時から将来は役者を志す。中学高校時代は剣道部に所属。初段を獲得し、東京大会で優勝するほどの腕前だった。大森三中卒業後、15歳で劇団こまどりに所属。玉川学園高等部在学中の1969年に芸術座の舞台『巨人の星』で主役デビュー。当時は本名の「河村稔」で出演していたものの、翌1970年に出演したNHKのドラマ『男は度胸』で「志垣太郎」の芸名に改名する。これは母方の姓にシンプルな名前を組み合わせた間に合わせのものだった。ただし、同年放送されたNHK大河ドラマ『樅ノ木は残った』の総集編後篇では、撮影時期の関係か本名でクレジットされた。
1971年に日本テレビ『おれは男だ!』で主役である森田健作のライバル役を演じたことから一気に若い女性からの注目を浴び、その凛々しくも甘い顔立ちから一躍アイドル的人気を誇る。『あゝ声なき友』出演の際に役作りで坊主頭にしたため、直後に撮影されたグリコアーモンドチョコレートのCMはカツラを着用して出演した。『あかんたれ』でそれまでのアイドル俳優路線から演技派として認められ、広く知られる存在となり、数多くのテレビドラマ、映画にも出演。1979年から1980年にかけて放送されたテレビアニメ『ベルサイユのばら』では、メインキャラクターの一人であるアンドレ・グランディエ役を務めた。
妻の白坂とは『水戸黄門 第13部』で共演し、志垣が一目惚れしたことがきっかけで結ばれた。出産前後には、当時の男性としては珍しい育休をとった。役者としてキャリアを積んだ後、バラエティ番組にも進出。『天才・たけしの元気が出るテレビ!!』の「デビル志垣」シリーズを皮切りに多くのバラエティに出演し、日本テレビ『踊る!さんま御殿!!』の常連ゲストとして、黒沢年雄・中尾彬らとともに出演していた。良く通る大きな声と血管を浮き出して笑うのをイジられるのがお約束で、スペシャル時には妻と一緒に出演するのが恒例であった。黛ジュン、hyde（L'Arc～en～Ciel）とは遠縁の親戚関係にあたる。柴俊夫、松崎しげる、西田敏行、田中健とは20代の頃からの親友。「五人会」として知られ、家族ぐるみで親交があった。ウイスキーをストレートでグイグイいく酒豪でも知られ、当時（1970年代）の芸能界酒豪番付では東小結。1日にウイスキーやジンのボトルを3本空け、煙草は1日4箱のヘビースモーカーだったが、結婚を機に生活を改善。酒は嗜む程度に留め、50歳を機に禁煙した。2000年から20年以上に渡り石丸製麺のイメージキャラクターを務めていた。自身も大のうどん好きで、多忙だった19歳の頃に朝食のうどんを風呂場に持ち込んで浴槽に浸かりながら食べた際、朝日を浴びて輝くうどんを見て感動。以来、3日に1回は「風呂うどん」をする習慣があったという。晩年は俳優業・バラエティに加え、複数のビジネス誌で様々なジャンルの経営者と対談する企画や、着物デザイナー、ジュエリーデザイナーとして自主ブランド「shigaki-ism」をプロデュースするなど多才な活躍を見せた。
2022年3月5日、滞在先の佐賀県において、急な体調不良による心不全で死去。70歳没。長男の匠は志垣の死去した3月5日からTwitterの更新を止めていたが、更新を再開した同年12月6日、自身の投稿で父の訃報を伝えた。訃報後、五人会メンバーからは柴を除く3人が追悼コメントを発表している。

## 出演作品

### テレビドラマ
- 大河ドラマ（NHK総合）
  - 竜馬がゆく（1968年）※ノンクレジット
  - 樅ノ木は残った（1970年） - 茂庭主水 役 ※河村稔 名義
  - 新・平家物語（1972年） - 源義経 役
  - 花神（1977年） - 久坂義助 役
- 宮本武蔵（1970年、NET / 東映）※河村稔 名義
- 男は度胸（1970年 - 1971年、NHK総合） - 天一坊 役
- おれは男だ! 第28話〜第31話（1971年 - 1972年、日本テレビ） - 西条信太郎 役
- 遠い夏の日（1971年 - 1972年、関西テレビ / 松竹） - 大川覚 役
- グランド劇場（日本テレビ）
  - おふくろの味 第2シリーズ（1972年） - 神村和男 役
  - 結婚宣言（1972年） - 立花明 役
- みんなで7人（1972年 - 1973年、TBS） - 長岡浩二 役
- ポーラ名作劇場 「日曜日にはバラを」（1972年、NET） - 伊能徳郎 役
- 木下恵介・人間の歌シリーズ 「愛よ、いそげ!」（1972年 - 1973年、TBS）
- 銀座わが町（1973年、NHK総合）
- 水戸黄門（TBS / C.A.L）
  - 第4部 第12話「なまはげ様のお通りだ! -秋田-」（1973年4月9日） - 川村総治郎 役
  - 第6部 第12話「宍道湖慕情 -松江-」（1975年6月9日） - 松平吉透 役
  - 第7部 第2話「姫君はにせ者 -福島-」（1976年5月31日） - 大久保大三郎 役
  - 第10部 第26話「日本晴れ!! 水戸街道 -水戸-」（1980年2月11日） - 土屋昭直 役
  - 第12部 第3話「黄門様の盗っ人仁義 -府中-」（1981年9月14日） - 新助 役
  - 第13部 第10話「尾張名古屋の妖怪退治 -尾張-」（1982年12月20日） - 徳川綱誠 役
  - 第14部
    - 第15話「仇討ち悲願化物まつり -鶴岡-」（1984年2月6日） -  雁金の八郎太 役
    - 第27話「殿様を泣かせた娘 -勝山-」（1984年4月30日） - 小笠原貞信 役

  - 第15部 第18話「無念晴らした槍の仇討ち -福山-」（1985年5月27日） - 松方新之助 役
  - 第16部  第13話「想い叶えた愛の組紐 -膳所-」（1986年7月21日） - 桜田雄次郎 役
- 東芝日曜劇場
  - しぐれ茶屋おりく その4（1973年、CBC制作）
  - 浅き春の里（1974年、CBC制作）
- あした天気に（1973年 - 1974年、フジテレビ） - 道明寺鉄平 役
- 女・その愛のシリーズ 「明治一代女」（1973年、NET / 東映）
- 木下恵介アワー 「炎の旅路」（1973年 - 1974年、TBS）
- お姉ちゃん（1973年 - 1974年、TBS）
- 青い山脈（1974年、フジテレビ） - 金谷六助 役 ※坂口良子とのデュエットで主題歌も担当
- 銭形平次（フジテレビ / 東映）
  - 第417話「無頼の兄」（1974年） - 政吉 役
  - 第464話「熱血の十手」（1975年） - 伝吉 役
  - 最終話「ああ十手ひとすじ!!八百八十八番大手柄 さらば我らの平次よ永遠に」（1984年） - 清三郎 役
- 幡随院長兵衛 第16話「情死」（1974年、NET / 東宝） - 白井権八 役
- 右門捕物帖 第22話「くちなしの花」（1974年、NET / 東映）
- 斬り抜ける（1974年 - 1975年、朝日放送 / 松竹） - 道家鋭三郎 役
- あたしのものよ（1974年 - 1975年、TBS）
- バーディ大作戦 第49話「助けて! 浴室裸体殺人事件」（1975年、TBS / 東映） - 友田研 役
- TOKYO DETECTIVE 二人の事件簿 第10話「騎兵隊 暁に死す」（1975年、朝日放送 / 大映テレビ）
- 影同心シリーズ（毎日放送 / 東映）
  - 影同心 第21話「牢屋は極楽殺し節」（1975年） - 小川和馬 役
  - 影同心II 第16話「尼寺女の溜め息」（1976年） - 清次 役
- 花ぼうろ（1976年 - 1978年、よみうりテレビ / 東宝）
- 江戸を斬る（TBS / C.A.L）
  - 江戸を斬るII（1975年 - 1976年） - 橘町の源七 役
  - 江戸を斬るIV 第16話「目が見えたよ! 兄さん」（1979年） - 新七 役
- 夜明けの刑事（TBS / 大映テレビ）
  - 第65話「注文はセーラー服の女子高校生だ!!」（1976年） - 高井栄一 役
  - 第99話「命を賭けた結婚式」（1976年）
- ゴールデンドラマシリーズ
  - 逢えるかも知れない（1976年、フジテレビ制作）
  - 氷山のごとく（1980年 - 1981年、東海テレビ制作） - 主演・諭吉 役
- 雲のじゅうたん（1976年4月5日 - 10月2日、NHK総合） - 茅野隆二 役
- 大江戸捜査網（東京12ch→テレビ東京 / ヴァンフィル）
  - 第244話「花火よ夜空を貫け!」（1976年） - 政吉 役
  - 第608話「八丁堀情話 夫よ許して!」（1983年） - 神田弥一郎 役
- お耳役秘帳 第5話「俺は天下のお耳役」（1976年、関西テレビ / 歌舞伎座テレビ） - 中村和之進 役
- 遠山の金さん 杉良太郎版（NET→テレビ朝日 / 東映）
  - 第1シリーズ第57話「ギヤマン飾りの女」（1976年） - 千吉 役
  - 第2シリーズ第2話「黄金鳥の謎をとけ」（1979年） - 福松 役
- あかんたれ（1976年 - 1977年、東海テレビ） - 主演・秀松 役
- 新選組始末記（1977年、TBS） - 佐々木愛次郎 役
- 土曜ワイド劇場 （テレビ朝日）
  - いのちある限り 燃えろ!熱球（1977年）
  - 「浴室の美女 江戸川乱歩の魔術師」（1978年）
  - 「探偵・神津恭介の推理 高木彬光の刺青殺人事件」（1983年）
  - 「江戸川乱歩の美女シリーズ・赤い乗馬服の美女」（1987年） - 結城宏行 役
- おていちゃん（1978年） - 野村五郎 役
- ご存知!女ねずみ小僧 第28話「鯉が命を呑んだ」（1978年、フジテレビ / 松竹） - 平吉 役
- 達磨大助事件帳 第24話「愛憎の架け橋」（1978年、テレビ朝日 / 前進座 / 国際放映） - 佐七 役
- 続・あかんたれ（1978年、東海テレビ） - 主演・秀松 役
- 日本巖窟王（1979年、NHK総合） - 天草右京 役
- 新五捕物帳（日本テレビ / ユニオン映画）
  - 第55話「江戸の夢 恋のかんざし」（1979年） - やらずの千太郎 役
  - 第101話「明日への旅立ち」（1980年）
  - 第144話「あした咲く義兄弟」（1981年）
- 柳生一族の陰謀 第35話「亡霊は深夜にすすり泣く」（1979年、関西テレビ / 東映） - 土岐頼政 役
- そば屋梅吉捕物帳（1979年 - 1980年、東京12ch / 前進座 / 国際放映） - 粂次 役
- 花王愛の劇場「古都」（1980年、TBS） - 真一 役
- 突然の明日（1980年、TBS）
- ポーラテレビ小説「マリーの桜」（1980年、TBS） - 戸倉和雄 役
- 若き日の北條早雲（1980年、テレビ朝日 / 東映） - 足利茶々丸 役
- 長七郎天下ご免! 第32話「やさぐれ鴉が虹を見た!」（1980年、テレビ朝日 / 東映） - 伸助 役
- 先生お・み・ご・と!（1982年、関西テレビ） - 三村祐二 役
- 時代劇スペシャル「荒木又衛門 決闘鍵屋の辻」（1982年、フジテレビ） - 渡部数馬 役
- 源九郎旅日記 葵の暴れん坊 第18話「望郷 三田尻 はぐれ鳥」（1982年、テレビ朝日 / 東映） - 新二郎 役
- 松平右近事件帳 第12話「若君を消せ!」（1982年、日本テレビ / ユニオン映画） - 土井源次郎 役
- 右門捕物帖 第2話「同心は悲しみを越えて」（1982年、日本テレビ / ユニオン映画）
- 新大江戸捜査網 第6話「女隠密やわ肌勝負」（1984年、テレビ東京 / ヴァンフィル） - 長門半四郎 役
- ニュードキュメンタリードラマ昭和 松本清張事件にせまる 第13・14・15回（1984年、テレビ朝日 / 国際放映） - 安藤輝三 役
- おんな風林火山 第1話「7歳の幼な妻」 - 第3話「正室の陰謀」（1986年、TBS） - 武田義信 役
- 月影兵庫あばれ旅 第2シリーズ 第12話「京の都の鬼を斬れ!」（1990年、テレビ東京 / 松竹） - 吉村新三郎 役
- お願いダーリン!（1993年、フジテレビ） - 郡山先生 役
- べにすずめたちの週末（1993年、関西テレビ） - 四方先生 役
- お願いデーモン!（1993年、フジテレビ） - 甲盛夫 役
- 世にも奇妙な物語（1995年、フジテレビ） - 先生 役
- しゃばけ（2007年11月24日、フジテレビ） - 日限の親分 役
- 水曜ミステリー9「不倫調査員・片山由美12・黒の環状線」（2012年8月29日、テレビ東京） - 大門吾郎 役
- 相棒 season11 第15話「同窓会」（2013年2月13日、テレビ朝日） - 仲川茂夫 役
- 半沢直樹（2013年、TBS） - 高木 役
- 天誅〜闇の仕置人〜 第1話（2014年、フジテレビ） - 長谷部隆文 役
- 鼠、江戸を疾る 第6話（2014年、NHK総合） - 茂岡壱岐守 役
- びったれ!!! 第10話（2015年、テレビ神奈川他） - 山崎肇 役
- 陰陽師（2015年9月13日、テレビ朝日） - 藤原師輔 役
- 嵐の涙〜私たちに明日はある〜 第1話（2016年2月1日、東海テレビ）
- 金曜プレミアム「十津川警部10・悪女」（2016年7月29日、フジテレビ） - 平木明 役
- ドラマスペシャル「瀬戸内少年野球団」（2016年9月17日、フジテレビ） - 倉持昌義 役
- ブラックペアン（2018年4月22日 - 6月24日、TBS） - 守屋信明 役
- リーガルV〜元弁護士・小鳥遊翔子〜（2018年、テレビ朝日） - 武藤紘一 役
- よろとく満タン！ ～IDEX編～（2019年、RKB） - 新出光康典 役

### 映画
- あゝ声なき友（1972年、松竹） - 市原礼 役
- 初めての愛（1972年、東宝） - 甲野徹 役
- 狼の紋章（1973年、東宝） - 主演・犬神明 役[5]
- あした輝く（1974年、松竹） -速水香 役
- おしゃれ大作戦（1976年、東宝） - 伊達稔 役
- 暴走の季節（1976年、東映） - 南 役
- 反逆の旅（1976年、松竹） - 根来刑事 役
- 妖婆（1976年、大映） - 新蔵 役
- 大空のサムライ（1976年、東宝） - 笹井中尉 役[6]
- 南十字星（1982年、東宝） - 早川憲兵中尉 役
- 嵐が丘（1988年、東宝） - 無明聖 役
- エバラ家の人々（1991年）
- ロボゲイシャ（2009年、角川映画） - 影野拳山 役
- 黒執事（2014年、ワーナー・ブラザース映画） - 田中 役
- ライヴ（2014年、KADOKAWA） - アカリの父 役

### オリジナルビデオ
- 勢ぞろい!!おかま忠臣蔵（1991年）
- 螢II 赤い傷痕（1995年、東映ビデオ）
- 美乳大作戦メスパイ（1997年、東映ビデオ） - 大須賀博士 役

### テレビアニメ
- ベルサイユのばら（1979年） - アンドレ 役[7]
- 三国志（1982年） - 主演・劉備 役

### OVA
- エリア88（1985年） - サキ・ヴァシュタール 役
- サイレントメビウス外伝 幕末闇婦始末記（1993年、バンダイビジュアル） - でもん 役

### 劇場アニメ
- アンデルセン童話 にんぎょ姫（1975年） - 王子 役
- くるみ割り人形（1979年） - フランツ、フリッツ 役
- 地球へ…（1980年） - ソルジャー・ブルー 役[8]
- 世界名作童話 白鳥の湖（1981年） - ジークフリード 役

### 吹き替え

#### 映画
- 暗闇にベルが鳴る（ピーター〈キア・デュリア〉）※テレビ朝日版
- 個人教授（オリヴィエ・フェルモン〈ルノー・ヴェルレー〉）※日本テレビ版
- セクシー・バンパイア 真紅に濡れた牙（オーエン〈アンドリュー・スティーヴンス〉）※テレビ東京版
- 血のバレンタイン（T.J.〈ポール・ケルマン〉）※フジテレビ版
- ネイビー・シールズ（デイル・ホーキンス〈チャーリー・シーン〉）※VHS版
- プラスチックの中の青春（トッド〈ジョン・トラボルタ〉）※NHK版
- 別離（アントワーヌ〈ロジェ・ヴァン・オール〉）

#### ドラマ
- アボンリーへの道 第2シーズン 第19話「二人の求婚者」（エドウィン・クラーク〈ジョセフ・ボトムズ〉）※NHK版

### バラエティ
- はばたけ!真理ちゃん（TBS、1975年3月27日）
- スター千一夜（フジテレビ、1976年〜1978年）※司会
- 徹子の部屋（テレビ朝日）
- 笑っていいとも（フジテレビ）※テレフォンショッキングのコーナーに出演
- ライオンのごきげんよう（フジテレビ）
- 有吉反省会（日本テレビ）
- 有吉ゼミ（日本テレビ）
- お笑いマンガ道場（中京テレビ） ※車だん吉のピンチヒッターとして数週に渡り出演
- 噂の!東京マガジン（TBS）
- 踊る!さんま御殿!!（日本テレビ）
- 天才・たけしの元気が出るテレビ!!（日本テレビ）
- 田舎に泊まろう!（テレビ東京）
- 関口宏の東京フレンドパークII（TBS、2002年7月29日、2004年8月30日）
- プライスバラエティ ナンボDEなんぼ（関西テレビ）
- いつみても波瀾万丈（日本テレビ、2008年9月7日）
- サラリーマンNEO season4（NHK総合、2009年）※「志垣太郎のふくり!万才」コーナーに出演
- ウチくる⁉（フジテレビ、2017年4月16日）※松崎しげるゲスト回に登場
- 歩いて発見!春の絶景ハイキング旅（BSテレ東、2010年4月3日）※夫人と出演
- 聞きこみ!ローカル線 気まぐれ下車の旅（BSテレ東、2014年12月15日）
- 出発!ローカル線 聞きこみ発見旅（BSテレ東、2018年12月24日）

### 情報番組
- ためしてガッテン（NHK総合）
- 企業未来！チャレンジ21（テレビ東京）
- テレビショッピング マル得JAPAN!
- 「ヴァーナル素肌つるつるセット」MC（地上波、BS）
  - 共演：ロザンナ、大桃美代子、山田まりや、中野珠子、万梨音（ゲスト）
- 「新日本製薬  パーフェクトワン薬用リンクルストレッチジェル」
  - 共演：あべ静江、大桃美代子、山田まりや、中野珠子

### CM
- グリコ アーモンドチョコレート
- 大正製薬 ピオ
- ミツワ石鹸 デミス・トニックシャンプー（1974年）
- 日本民間放送連盟 はつらつ、30才。（1982年）
- カルビー ポテトチップス 七味のマヨネーズ
- トヨタカローラ店 乗るなら今だの大試乗会`98
- アース製薬 バポナ、アリアース、ちびっこホイホイ
- 石丸製麺（2000年 - ） 讃岐うどん、讃岐ひやむぎ、ざるうどん
- ショップジャパン ビッグビジョン
- ブリジアン SIX&SIX® NMN DDS 9000（2021年 - ）

### その他コンテンツ
- 東宝みどりの会第一回公演 巨人の星（1969年、芸術座） - 星飛有馬 役 ※河村稔 名義
- 剣客商売（1975年6月、帝国劇場） - 伊藤三弥 役
- 続・あかんたれ 愛憎篇 （1978年、三越劇場）
- 「ストップ万引き!なるほどなっとくパトロール」（警視庁啓発用ビデオ）
- 教えて!ミスタータクト（1997年、大蔵財務協会企画の租税教育用ビデオ） - ミスタータクト 役
- fripSide「Red "reduction division"」（ミュージック・ビデオ） - 吸血鬼 役